# Planograma
Planograma é a representação gráfica ou desenhada do posicionamento de um produto, do seu sortimento ou da sua categoria em uma determinada gondola, prateleira, expositor e outros.
È uma importante ferramenta do merchandising, pois é o planograma que mostra a quantidade de frentes ou faces, o espaçamento e o posicionamento que um produto, seu sortimento ou sua categoria ocupará no ponto de venda.
Define também a verticalização ou a exposição em blocos de um produto e seu sortimento, e limita os espaços frente aos produtos concorrentes, fazendo com que o cliente tenha acesso a todos os produtos de uma categoria na gondola ou no ponto de venda.

O planograma define o espaço e o posicionamento do produto nas gondolas de acordo com o share do produto propriamente dito em relação a categoria. Para isso, o varejista estuda qual é o percentual de vendas de um determinado produto em relação a sua categoria e a representatividade desses números no faturamento como um todo em um determinado canal de distribuição.

1. 
2.  Planos de Gôndola https://planograma.com.br  ( em português )